# Wasted!
Wasted! – Die große Verschwendung (Originaltitel: Naar de Klote!, deutscher Fernsehtitel: Ausgepowert) ist ein niederländischer Spielfilm aus dem Jahr 1996 von Aryan Kaganof. Er lief 1997 in der Sektion „Panorama“ der Internationalen Filmfestspiele Berlin. Der deutsche Kinostart war am 5. März 1998.

## Handlung
Jacky und Martijn, beide aus der niederländischen Provinz stammend, ziehen zusammen nach Amsterdam. Jacky nimmt einen Job in einem Coffeeshop an, wo sie den Drogendealer JP kennenlernt. Er überredet Jacky dazu, mit dem Verkauf von Ecstasy-Pillen ein wenig nebenher zu verdienen. Jacky rutscht immer mehr in die Drogenszene der Großstadt ab. Dabei entzweit sich das Paar immer mehr, sodass Martijn Jacky verlässt. Schließlich eskaliert die Situation während einer Rave-Party, auf der sich das Paar wiederbegegnet.

## Kritik
Das Lexikon des internationalen Films urteilte: „Mit digitalen Effekten und Verfremdungen fängt der Film die Atmosphäre der Szene ein, wobei er eine starke Unmittelbarkeit erreicht. Über weite Strecken stellt er die Probleme der jungen Menschen in dieser hektischen Umgebung überzeugend dar, verliert sich am Ende aber in einer aufgesetzt ironischen Haltung.“ Die Filmzeitschrift Cinema empfand den Film als anstrengend: „Die Bilder schwingen vom Boden an die Zimmerdecke und tanzen zu House-Musik, so daß man sich fast übergeben muß. Von der Leinwand knallen grelle Farben, mitunter lösen sich alle Konturen auf, und die Gegenstände verschwimmen ineinander.“

## Soundtrack
Zusätzlich zum Film ist im Jahr 1996 eine Soundtrack-Doppel-CD erschienen, welche unter anderem Tracks von Künstlern wie Alec Empire enthält.